# Pont Pedro Ivo Campos
El pont Pedro Ivo Campos (en portuguès Ponte Pedro Ivo Campos) és un pont situat a la ciutat brasilera de Florianópolis, capital de l'Estat de Santa Catarina. És un dels tres ponts del complex que connecta les dues parts de Florianópolis -l'Illa Santa Catarina i la part continental- i l'últim a ser construït.
És un pont amb estructura de ferro, però amb un disseny igual al del seu antecessor de formigó, el pont Colombo Salles. Rep el seu nom en homenatge al llavors governador, Pedro Ivo Campos, que va morir el 27 de febrer de 1990, poc abans d'inaugurar el pont.